# Жостір скельний
Жостір скельний, жостір фарбувальний як Rhamnus tinctorius (Rhamnus saxatilis) — вид рослин з родини жостерових (Rhamnaceae), поширений у центральній і південній Європи, у Туреччині.

## Опис
Кущ 1–1.5 м. Гілочки вильчасто розгалужені, з колючкою в розвилці, тонкі, часто повислі. Листки щільні, подовжено-еліптичні або довгасто-оберненояйцеподібні, з клиноподібною основою, з обох сторін і на черешках тонко запушені. Квітки в пучках по 5–10. Плоди 5–7 мм в діаметрі, чорні або жовті. Кущ висотою до 2 м, прямостоячий або лежачий, гіллястий. 2n = 24.. Плід — куляста кістянка спочатку світло-зелена, дозріла чорна, блискуча, містить в основному 3 коричневого насіння, дозріває в липні-серпні.

## Поширення
Поширений у центральній і південній Європи, у Туреччині.
В Україні вид зростає на крутих щебнистих і кам'янистих схилах, серед чагарників — у Чернівецькій області на правому березі р. Дністра, дуже рідко.